# 暴显
暴显（503年—568年），字思祖，魏郡斥丘县（今河北成安县北）人，北魏、東魏、北齊官員。

## 生平
他是北魏恒州刺史、左卫将军暴诞的儿子，擅长骑马射箭。曾参与魏孝庄帝的狩猎活动，一天之内捕获七十三只禽兽。魏孝武帝太昌元年（532年），暴显出任羽林监。魏孝武帝中兴元年（532年），出任襄威将军、晋州车骑府长史。
暴显後來跟隨高欢在信都起兵。担任中坚将军、散骑侍郎、帐内大都督，又被加授安东将军、银青光禄大夫，获封屯留县开国侯。魏孝静帝天平二年（535年），暴显出任渤海郡守。魏孝静帝元象元年（538年），出任云州大中正、武卫将军，加授镇东将军。元象二年（539年），出任大都督、北徐州刺史。武定元年（543年），他跟隨高欢与宇文泰在邙山作戰。守卫河桥镇，以中潬城为据点。武定二年（544年），被任命为征南将军、广州刺史。武定五年（547年），侯景造反時，暴显被侯景诱骗擒获。东魏的慕容绍宗等人追击侯景，侯景撤退到涡阳后，暴显向慕容绍宗投降。暴显跟隨高岳等攻打侯景。武定六年（548年），出任太府卿。他後來跟隨高澄攻打王思政，同時出任颍州刺史。武定七年（549年），出任郑州刺史。武定八年（550年），被加授骠骑将军称号，爵位晋升为公。
北齊天保元年（550年），北齐建立后，他仍任郑州刺史，被加授卫大将军之职。天保三年（552年），暴显与高岳率军攻打并攻克历阳，后因犯有隐匿财物之罪，被免去郑州刺史一职。处罚尚未结束时，合肥被梁朝军队包围，他便与步大汗萨、慕容俨等人一同攻打梁朝的北徐州，擒获刺史王强。又与南梁秦州刺史严超达在泾城作戰，击败了对方。天保五年（554年），获授仪同三司之职。又与高岳向南方的汉水进军，攻打南梁的西楚州，俘虜刺史许法光。梁朝的萧循、侯瑱等人在郢州包围慕容俨时，暴显担任水军大都督，从灄口进入长江救援慕容俨。凯旋后，被加授开府仪同三司之职。乾明元年（560年），被任命为车骑大将军。皇建元年（同年），改封为乐安郡开国公。皇建二年（561年），担任赵州刺史。河清元年（562年），转任洛州刺史。河清二年（563年），担任朔州刺史。天统元年（565年），朝廷加授他特进、骠骑大将军，封他為定阳王。天统四年（568年）去世，享年六十六岁。

## 延伸阅读
[在维基数据编辑]
 《北齊書·卷41》，出自李百药《北齊書》
 《北史·卷053》，出自李延壽《北史》